# Manuel de Meneses (cronista-mor)
Manuel de Meneses (Campo Maior, c. 1565 - Lisboa, 18 de Julho de 1628) foi um general da Armada Real, cronista-mor e cosmógrafo-mor do Reino de Portugal.

## Vida
"Quando moço, Dom Manoel, deu mostras de grande aplicação às boas letras; tanto que sendo filho mais velho, estudou como para letrado. Inclinouse com felicissimo progresso, às sciencias Mathemáticas, em que teve por Mestre ao Padre Delgado, discipulo de Clávio. Soube com perfeição a música, e professou a historia Romana, e Grega: de cujo idioma tinha algum conhecimento: e singular noticia, por longo estudo, das linhagens do Reyno; logrado com tal satisfação de si proprio, que muytas vezes lhe ouvi: "Desejára ter oficio de poder casar, elle sómente, aos homens de Portugal; porque só elle, lhes poderìa dar a cada hum, a molher que lhe competisse". Amava a Poesia, e della antes a poética, que a versificatoria: o que lhe procedia de sêr nos versos (que tal vez provou a fazer) infelicíssimo; quão prático nos preceitos da arte, assi no modo Lyrico, como no Cómico, Satyrico, e Épico. O seu Autor latino era Tácito, o Grego Tucídides; e dos Poetas vulgares, estimava pella variedade o Ariosto: confessando sobre os heroycos, a eminencia do nosso Camões".
"Começou a servir na guerra, quando a vinda dos Ingrezes a Lisboa, que o Prior do Crato, Dom Antonio (António I de Portugal), conduziu com grande Armada, em socorro de seus direitos ; e como Dom Manoel fosse então mancebo, e fosse tal, não sendo comummente conhecido, com presença muito semelhante aos naturais do Norte, sucedeu, que por algumas companhias de gente miliciana, foi preso, com vós : De que era espião dos Ingleses, que entre os Portugueses se dissimulava. Por esta causa, reteve toda a vida, a alcunha de Flamengo: como em Portugal viciosamente são chamados, sem distinção, todos os Estrangeiros".
Quanto a Barbosa Machado diz ele na sua "Biblioteca Lusitana" que Manuel de Meneses "na armada inglesa veio embarcar em favôr do senhor Dom António, Prior do Crato, pretendente da Coroa portuguesa", armada inglesa que chegou em 3 de Outubro de 1581 à ilha Terceira diz-nos Frazão de Vasconcellos.
Também para o tempo da sua mocidade, podemos lembrar estas palavras de Manuel ele mesmo (falando de João Fajardo e dele): "corriam com amizade antiga, havendo sido Manuel soldado de seu pai algumas vezes". O pai de Juan Fajardo ( "Juan Fajardo Tenza, 1. vizconde de Monteagudo, 1. marqués de Espinardo, capitán general de la armada de la Guarda de Estrecho, almirante general de mar Océano, del Consejo de Guerra de Felipe IV, gobernador y capitán general de Galicia") era Luis Fajardo, que tinha sido "comendador del Moral, OCal, capitán general de la Armada del mar Océano, capitán general en la conquista de la Mármora".
</ref>
"Desde os primeiros annos cultivou com tanta aplicação as letras como que não havia de manejar as Armas. Aprendeu as disciplinas Mathematicas com o P. Delgado discipulo do infsgne P. Chriftovão Clavio em que fez admiráveis progressos a sua comprehensão."
O prólogo da sua carreira militar começou no apoio à pretensão do Prior do Crato D. António, contra Filipe II de Espanha
quando na Armada Ingleza veyo embarcado em favor do Senhor D. António Prior do Crato pertendente da Coroa Portugueza. Nesta jornada se habitou para quatro vezes exercitar o posto de Capitão mór das Naos da India sendo a primeira no anno de 1581 em que triunfou heroicamente dos Malabares; a segunda no anno de 1609 capitaneando cinco Galeoens; a terceira no anno de 1614 em que infelizmente arribou a Lisboa, e a quarta no anno de 1616 em que depois de pelejar intrepidamente com quatro Naos Inglezas, naufragou na Costa da Ilha de S. Lourenço donde surgio em Goa.
Enquanto embaixador de Filipe III esteve com o Duque de Pastrana nas negociações com os franceses. Regressado, recebeu depois os lugares de Cronista-mor e Cosmógrafo-mor:
Retirado a huma dilatada quinta que possuia em Campo-Mayor solar da sua Casa renovou os seus antigos estudos em premio dos quaes foy nomeado Chronista mór do Reyno no anno de 1628, e do lugar de Cosmografo mór, que vagara por Manoel de Figueiredo, discipulo do famoso Pedro Nunes.
Depois, enquanto General da Armada, celebrizou-se pela reconquista da Bahia aos Holandeses em 1625 
(...) governando com o posto de General da Armada que constava de vinte seis navios guarnecidos de quatro mil homens, com a qual se restaurou no ano de 1625 a Bahia do violento domínio dos Holandeses, em cuja heróica empresa adquiriu novos timbres ao seu nome venerado por "vigilante Capitão", "valeroso Soldado", e "destro mareante".
Mas por outro lado, previu o insucesso de uma Armada que vinha da Índia em 1626
Sendo mandado no anno de 1626 conduzir as Naos, que vinhão da índia governadas pelo Capitão mór Vicente de Brito de Menezes, sahio acompanhado de muita Fidalguia na Capitania, e Almirante com os navios S. Jozé, San Tiago, S. Filippe, e S. Isabel, os quaes todos com os dous que vinhaõ da índia naufragarão lastimofamente na Costa de França em 15 de Janeiro de 1627. A fatalidade deste socesso vaticinou como experimentado General escrevendo a ElRey huma carta em 25 de Dezembro na qual lhe dizia. «Com tudo, Senhor, por seguir a estes cegos vou perderme com elles julgando ser assim maior serviço de V. Magestade, e honra minha que escapar para ouvir sua triste forte, e dar a V. Magestade (ainda que sem culpa) taõ ruim conta das armas, que me tem encarregado».

## Armadas da Índia
Frazão de Vasconcellos só reconhece três Armadas da Índia em que Manuel de Meneses foi como capitão-mor:
- Diz-nos  "que a primeira capitania-mor de D.Manuel de Meneses que se encontra documentada é a da armada de 1609, de cinco naus, que saíu a barra de Lisboa em 22 de Março. Manuel ia na nau Piedade. As outras eram a Jesus, capitão Antonio Barroso; a Penha de França, capitão Ambrósio de Pina; a Guadalupe, capitão Luís de Bardi.
- Da viagem da nau Piedade existe o diário de bordo, escrito pelo piloto Simão Castanho. Faz parte do códice pertencente ao Arquivo Histórico Militar, que a Agência-Geral do Ultramar devia publicar, com prefácio e notas do senhor comandante Humberto Leitão. Essa armada teve "grande proveito" como no diz o capitão-mor ele mesmo numa Petição  ao Conselho da Fazenda em 29 de Fevereiro de 1616. Depois houve a "Armada de 1613, (que se) compunha de quatro naus e partiu de Lisboa em 5 de Abril. Manuel de Meneses, capitão-mor, ia na nau Nossa Senhora da Luz. Arribaram todas as naus a Lisboa no mês de Agosto e não tornaram a saír nesse ano".[4][5][6]
- E por fim "a terceira e última capitania-mor da carreira da Índia de que teve mercê foi a da armada de 1616, composta das naus S. Julião, em aquale ia embarcando, e das Vencimento e Nossa Senhora do Cabo, capitaneadas, respectivamente, por Lançarote da França Pita e um primo deste, Lançarote da França de Mendonça.

Nos sucessos desta armada avulta o heróico combate que Dom Manuel sustentou com quatro naus inglesas. Seguia só, pois a nau Nossa Senhora do cabo, e a Vencimento (Vencimento do Monte do Carmo), também designada por Nossa Senhora do Carmo, havia-se separado da capitânia por alturas da Guiné".

## Reconquista de Salvador da Bahía de Todos os Santos
"Porque um bom juizo em tudo quer discorrer, e não há algum que do seu não seja muito satisfeito"

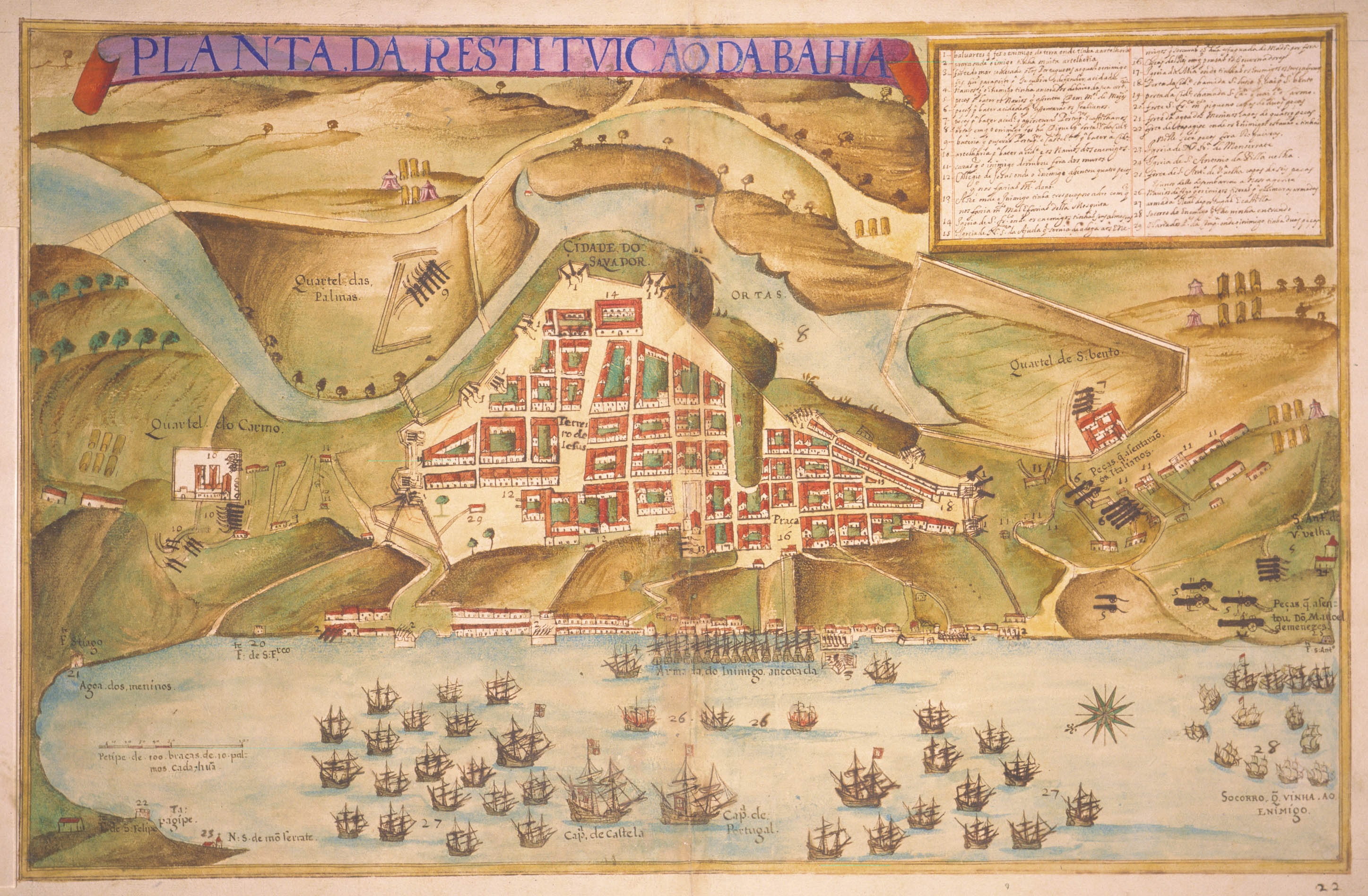
Planta da Restituição da Bahía, por João Teixeira Albernaz, 1631

Manuel de Meneses

### Tomada da Baía pelos Holandeses
A cidade do Salvador, "Capital da América portuguesa", principal cidade do Brasil, é nessa época um ponto estratégico essencial do comércio com o Novo Mundo.
Em 1623 segundo Meneses, "João Andréa Noeboseq" (Jan Andries Moerbeeck), da Companhia das Índias Ocidentais, novamente criada (1621), propõe a conquista dessa praça ao conde Mauricio de Nassau, chefe das Provincias Unidas, de Holanda, pretendendo "provar que não podia empreender aquella Companhia empresa mais fácil, de proveito mais certo, ou de maior gloria que a conquista do Brazil".
Em 21 de dezembro 1623 uma armada holandesa de doze navios do Estado, em que ia por general "Jacques Guilhelme" (Jacob Willekens), por almirante "Pedro Peres" (Piet Hein), e com título de coronel "João Doart" (Jan van Dorth, Senhor de Horst (Horst aan de Maas)), nomeado pelo Conde Mauricio, por governador do Brasil, saía de Holanda para o Salvador. Com ela vinham aínda navios de particulares.

Chegou a armada de 25 navios a Salvador, estando por governador Diogo de Mendonça Furtado, em 8 de Maio de 1624. Desembarcaram no dia seguinte 1500 homens, e pouco depois a praça foi tomada sem grande dificuldade, os seus doze mil habitantes fugindo, entre os quais os jesuítas, que se dispersaram pelas aldeias dos índios sob a direção dos padres. Marcos Teixeira, bispo do Salvador, que tinha juntado uma pequena força, constituída por clérigos e milicianos bisonhos, aínda tentou defender a cidade, mas sem sucesso. O governador e seu filho, praticamente os únicos, com este último, a tentar resistência foram presos e enviados para Holanda.

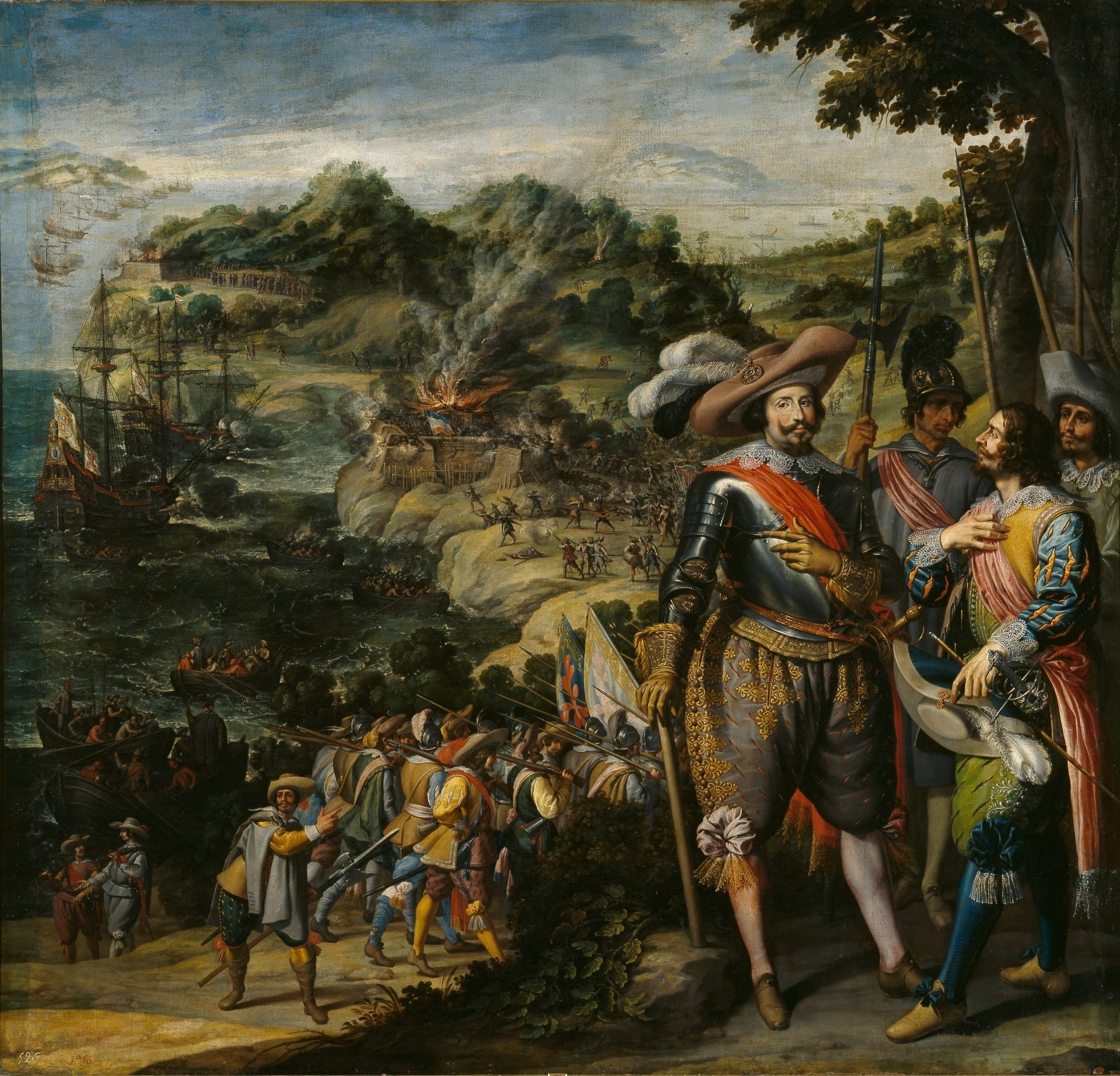
Recuperação da Ilha de São Cristóvão por Don Fadrique de Toledo, do pintor Félix Castelo (1629).

### Chegada da armada Luso-castelhana à Bahia
Chegados em 27 de Março, Pasqua de 1625, Manuel descreve o sítio e o momento: 
"Amanheceu o ditoso dia do glorioso triunfo e ressurreição de Jesus Cristo Senhor Nosso. A vista do mar era belíssima, esmaltada das armadas católicas, competindo as capitánas e almirantas na galhardia de flamulas, estendartes, harmonia de doçainas e charamelas. Mostrava-se a terra infeliz, mas aprazível à vista por extremo, a formosa enseada que vai apartando montes de frescos e verdes arvoredos. A triste cidade do Salvador sobre huma serra mui íngrime revestida toda de bosques e ervas aprazivelmente verdes (…). Sobre o mais halto da sua igreja catedral campeavam e tremulavam as bandeiras de Mauricio. Pela marinha, junto da terra, vinte e dois navios redondos de verga d'alto (…). Todos os principaes aformoseados de bandeiras, flamulas, e estendartes.
"Mal se podera determinar qual chegaria a mayor excesso, se alegria dos espanhoes com a presença dos inimigos que já fingiam vencidos e castigados, se a tristeza destes vendo não de longe a sua irreparável ruina em lugar do socorro septentrional que esperavam."
Na cidade "Havia começado a indisciplina e a desordem entre os Holandeses, em consequencia, principalemente, da morte de Van Dorth e da incompetência de seu sucessor, Guilhermo Schouten. Os colonos da Bahía, refugiados no campo, tinham-se alevantado e atacavam a cidade por toda a parte, sob a hábil direção do capitão-mór Francisco de Moura. Mas a praça estava em condições de defesa muito superiores às do ano anterior; os invasores tinham feito nela defensas formidaveis ; contavam, dentre do seu recinto, 2 000 soldados europeus (franceses, flamengos e ingleses), 500 pretos armados, e tinham fundeados no porto 18 navios de guerra. Esperava-se por cima, a iminente chegada de duas poderosas esquadras, armadas em Amsterdão pela Companhia para defender e assegurar a conquista.  A sua tardança, ocasionada pelos temporais, permitiu a Fadrique efetuar a desembarcação, saltando em terra 2 000 portugueses e castelhanos, e 1 500 italianos do terço de Nápoles com algumas peças de artilharia."

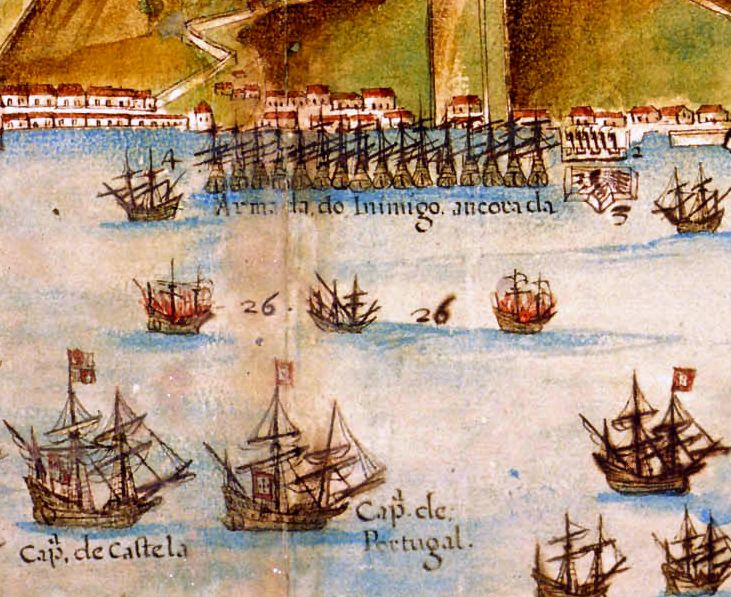
Capitanias de Castela e de Portugal. Em frente navios de fogo

### Destituição de Willem Schouten
- Manuel: "Grande aperto era este em que se viam os sitiados, e o pior, que crescia desconfiancia entre as nações, desesperados todos de remédio, carregando os holandeses mais a obrigação de morrer furiosamente, oferecendo seus corpos em lugar de parapeitos e trincheiras. (…) O coronel Alberto Scott [ Willem Schouten ]  que sucedera a João Doart [ Jan Van Dorth ], contam que não lhe parecendo sêr já tempo de temporisar quis claramente saber, que espirito animava a cada huma das cabeças, confessando em huma brevissima pratica o estado em que se viam," [ respondiam-lhe ], "replicava o coronel. Numa e outra vez lho impediam até que a cólera lhe venceu o sofrimento, e rompeu em ameassas com palavras descortezes, a que logo se seguio temúlto, quasy motin, que obrigou a meter mão á espada, parecendo-lhe, mais com engano, que tinha muitos do seu bando, e carregando sobre elle o feriram no rostro, e nas mãos. Esta é a forma que logo se entendeo. Mas por informação de alguns Olandezes de que me quis informar, alcancei, não sei com que verdade, que nada disto precedera, senão que era aquelle coronel vissiosícimo em vinho, e mulheres, a que igualmente se entregava quando os sitiados mais necessitavam da assistência de sua pessoa; e que vendo-o asy, os do conselho, o quiseram privar algumas vezes, e que à pouca emenda e aos disparates com que respondia, foram a causa d'aquellas cutiladas."

### Rendição dos holandeses
"Pretendiam saír da praça com as honras da guerra, mas o general dictou, como vencedor, as condições, que foram certamente generosas. Os vencidos entregaram a cidade com toda a artilharia, bandeiras, dinheiro, navios, mercadorías, prisioneiros e escravos; e juraram não fazer armas contra Espanha até voltarem a Holanda. Fadrique consentiu que peguem a roupa que usavam, víveres para três mezes e meio, e as armas necessárias para a sua defesa depois da saída do porto. Em 1º de Maio evacuaram a cidade os defensores, reduzidos a 1912 homens, a maior aventireiros de muito provado valor, pertencentes a várias nações europeias. O despojo foi riquíssimo: 18 bandeiras, 200 peças de artilharia, 500 quintais de pólvora, 600 escravos pretos, 7 200 marcos de prata e mercadorias estimadas em 300 000 ducados, e por alguns em muito mais. Dos navios ficaram em nosso poder seis, por a nossa artilharia ter destruido  os outros."

### Armada Holandesa de socorro
Manuel: "não era de menor cuidado que todos estes juntos, o de avisar aos portos de Indias, estivessem prevenidos porque do socorro de Olanda estava a nova já artificiada (…). Para este effeito, [Fadrique] que comunicou com Manuel, lhe pedio huma caravella de sua armada, e pessoa que bem fosse pera fazer aquella diligencia pera que lhe nomeou o capitão Cosmo do Couto que sobre a experiencia da guerra tinha estado por aquellas partes. Partiu na caravela N. S. Rosario, a vinte e quatro (24 de Maio de 1625) com cartas pera todos os portos de consideração. Na Margarita que era o primeiro, havia de dar três maços, pera o governador, pera Porto Rico, pera o presidente de S. Domingos, o qual havia de encaminhar os avisos inclusos, pera S. João de Ulloa, Avana (Havana), e outros portos desviados. Na Margarita  havia de tomar piloto, pera correr a costa tomando os portos de Cracas (Caracas), Rio de la hacha, Santa Marta e Cartagena. Daly passara a Porto Bello, o que não poude fazer por achar já prestes a frota pera Espanha, em cuja companhia havia de vir; mas logo o governador Diogo de Escovar despachou huma fragata com o aviso.
Vendo isto, os inimigos deram vela, favorecidos da noite, perdendo, ao saír, a sua almirante, e correndo a costa para o Norte."

### Volta
Diz Severim de Faria: "Depois destas vitórias, quis Deus que padecessem as nossas armadas de algumas adversidades na volta, para que não atribuíssemos a nós a glória de tantos vencimentos. Estava já a Baía nesse tempo bem fortificada e guarnecida de presídio de mil homens Portugueses, debaixo da obediência de Dom Francisco de Moura, pelo que se partiram as armadas a oito de Agosto de 1625, levando a rota de Pernambuco. Nesta viagem lhe deu uma grande tempestade com que todos se dividiram, ficando a nossa Real com quinze velas, entre portuguesas, e castelhanas, e não podendo o General [ Dom Manuel ] tomar Pernambuco, se fez na via do Reino, com tantos ventos, que a catorze de Outubro chegou a Lisboa só.

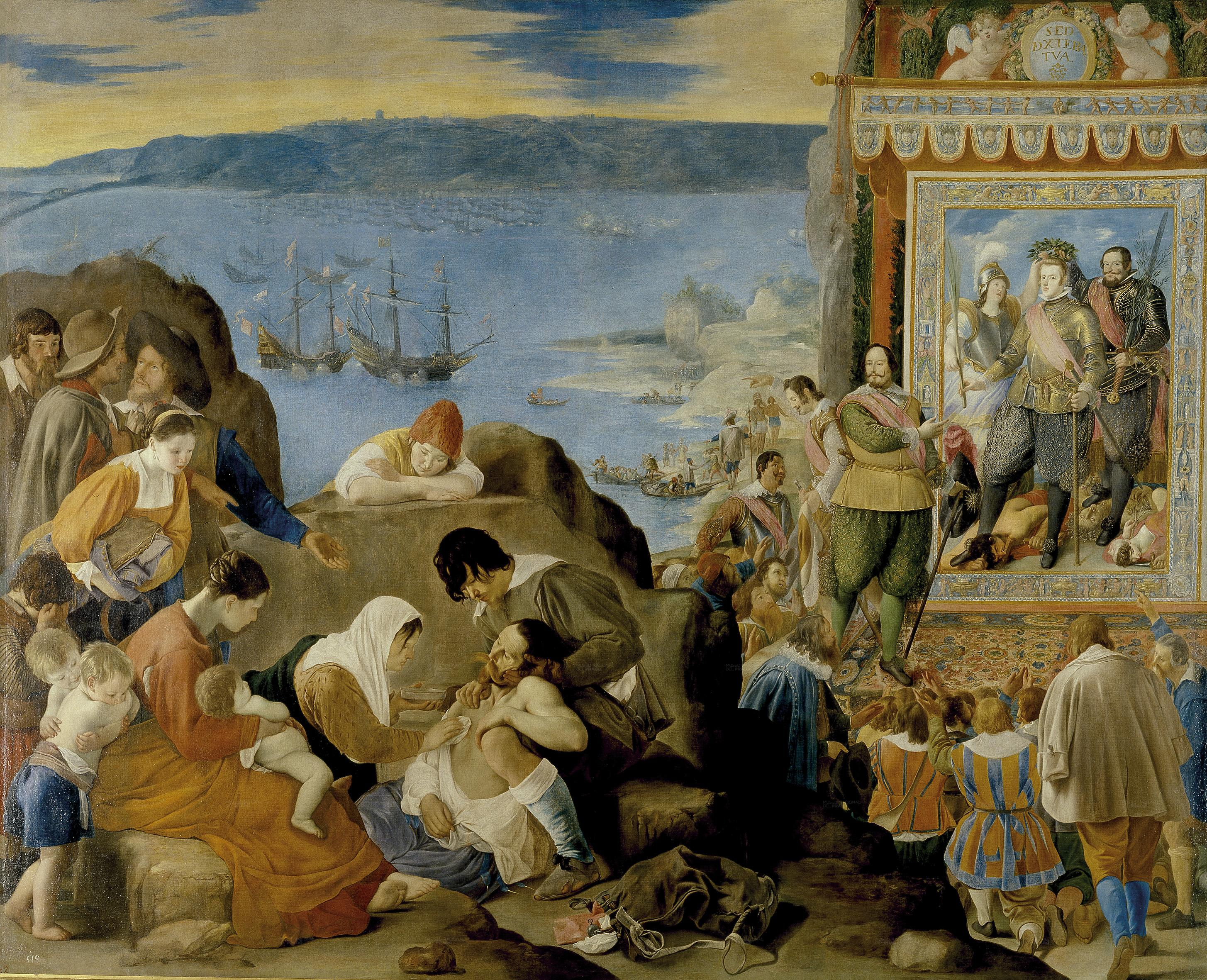
A recuperação de Baía, por Juan Bautista Maíno

## Naufrágio da Armada de Portugal em 1626
"Assisti com Dom Manoel quasi toda a noite de aquella tribulação, porque lhe devia amor & doutrina; & querendo elle mudar vestidos, como todos a seu exemplo fizemos, ordenandose cada qual do melhor que tinha; porque morrendo, como esperava, fosse a vistosa mortalha, recomendação para a honrada sepultura. Em meyo desta obra, & consideração a que ella excitava tirou Dom Manoel os papeis que consigo trazia entre os quaes abrio hum, & voltado para mim (que já dava mostras de ser afeiçoado ao estudo poético) me disse socegadamente: "Este hé hum soneto de Lope de Vega que elle me deu, quando agora vim da Corte; louva nelle ao Cardeal Barbarino, legado a latere do Sumo Pontifice Urbano VIII". A estas palavras seguio a lição delle, & logo seu juizo; como se fora examinado em huma serena Academia; tanto que por razão de certo verso, que parecia ocioso naquelle breve poéma, discorreo, ensinandome o que era: Pleonasmo, & Acirologia, & no que diferião; com tal socego, & magisterio, que sempre me ficou notavel: sendo tudo explicado com tão boa sombra, que influio em mim grande descuido do risco : donde vim a entender, que este fim, devia de mover comigo tão estranha pratica para o tempo." D. Francisco Manuel de Melo, "EpanaphoraTrágica"

## Herói Barroco
"Despois do tempo muito entrado, recebeo em Madrid ordens Dom Manoel de Menezes: Para que viesse servir seu posto, agora em a propriedade confirmado" Em fins de 1626, D. Manuel já se encontrava de novo no mar, General da Armada da Costa de Portugal. Diz ele na sua "Relacion de la perdida de la Armada de Portugal del año 1626", que o 17 de Outubro (de 1627) encontrava-se "a oeste do Cabo Espichel, não longe da terra, quando uma nave de Cascais me veio entregar uma carta do Governo de Portugal".
‎

## Cosmógrafo-mor

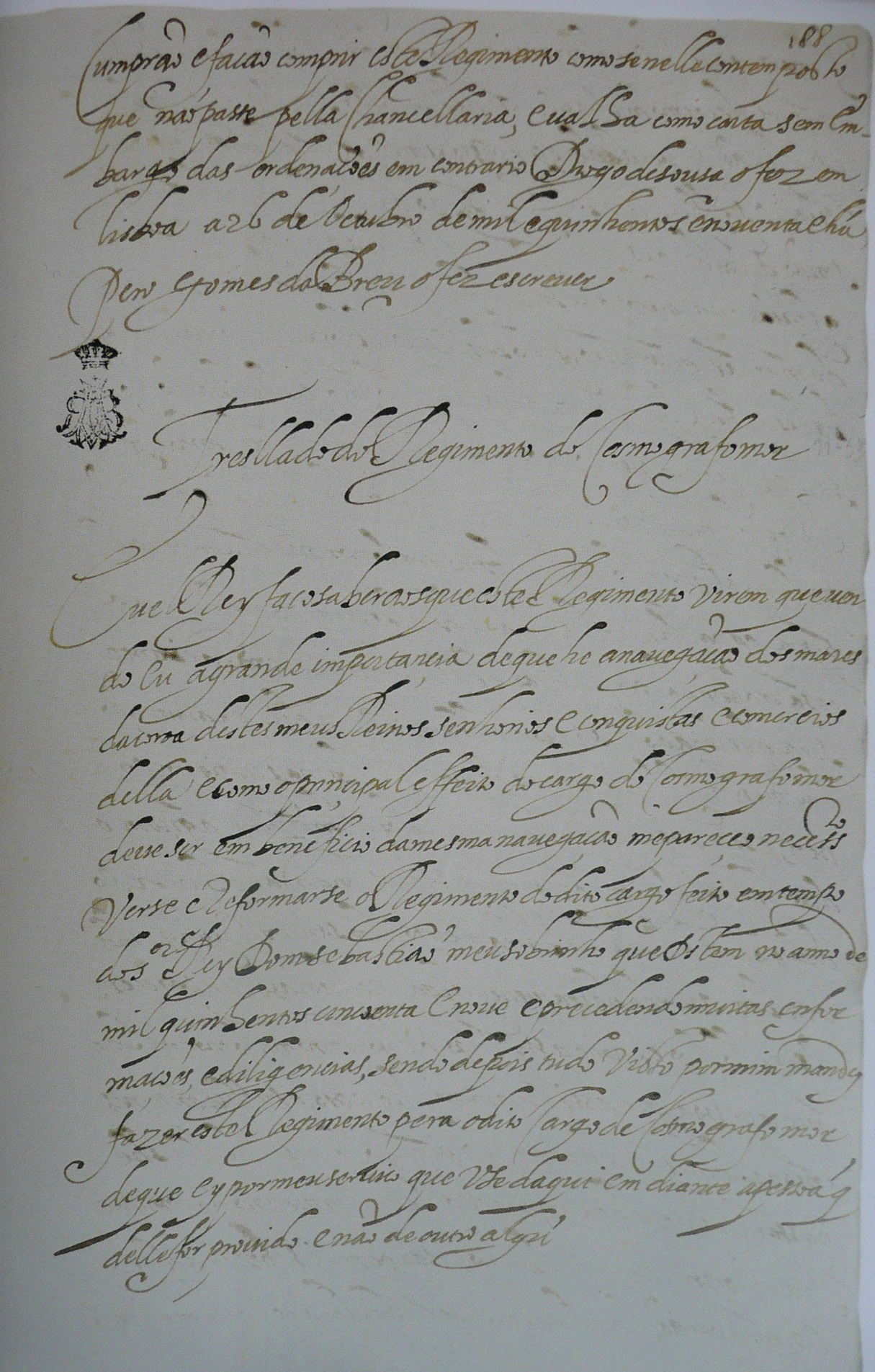
Regimento do Cosmógrafo-Mor, 1592. Biblioteca da Ajuda

O primeiro, e criador do cargo em 1547 (depois de Cosmógrafo-Real, 1529) foi o celebre Pedro Nunes, seguido  de Tomás de Orta, e diante da doença deste, de João Baptista Lavanha em 13 de Fevereiro de 1591 (cargo para o qual foi oficialmente designado em 1596); António de Maris Carneiro, moço fidalgo da casa real é nomeado para o exercício do cargo em 6 de Junho de 1631, o qual retoma, no reinado de D. João IV, mais precisamente, em 4 de Marco de 1641, através de uma carta régia que não fazendo qualquer referência à sua anterior nomeação, copia, em pormenor, a carta de Filipe III:
«Hej por bem de lhe fazer merce do ditto officio de Cosmografo mor em portugal como o teuerão João bautista Labanha e Dom Manuel de Meneses Com obrigação de ler em sua casa hûa lição…».
Amélia Polónia, em Mestres e pilotos das Navegações Ultramarinas diz nos o seguinte : 
"Esta menção a D. Manuel de Meneses como Cosmógrafo Mor causa-nos (…) algum embaraço, tanto por este não surgir mencionado em qualquer dos registos compulsados, quanto por não nos têr sido possível identificar nenhum alvará ou carta regia que o nomeie para o cargo. Com efeito, D. Manuel de Meneses substituiu, de facto,João Baptista Lavanha! mas no cargo, alias vitalício de Cronista-Mor do reino, como se verifica na carta datada de 11 de Outubro de 1625, passada após a morte deste."
De facto na sua "Distribuiçâo cronológica dos exames em funçâo do cosmógrafo-examinador", não aparece D. Manuel: "1596-1606, Cosmógrafo-examinador João Baptista Lavanha; 1606-1622, Manuel de Figueiredo ; 1619, João Batista Lavanha; 1623-1633, Valentim de Sá; 1633-1635, Antonio de Maris Carneiro; 1636-1640, Valentim de Sá; 1638-1640, António de Maris Carneiro" etc.
"A importância do cargo  (de cosmógrafo Mor) é tal, que sendo este atribuído de forma vitalícia, sempre que os seus detentores estivessem incapacitados de o exercer ou se encontrassem ausentes de Lisboa, era nomeado um substituto. Só se adquiria a posse do cargo por morte do seu original detentor. É exactamente isto que ocorre com as frequentes ausências de João Baptista Lavanha na corte espanhola.
O primeiro substituto de Lavanha, Manuel de Figueiredo, é nomeado para o cargo de cosmógrafo-mor em 1608 e o segundo, Valentim de Sá é nomeado em 1623. Nos alvarás de ambos é claro que a atribuição do cargo era apenas enquanto durasse a «ausência do proprietário do ditto oficio». 
Ambos os cosmógrafos-mores, apenas exerceram o cargo interinamente, nos períodos em que Lavanha não o podia fazer por se encontrar ausente de Lisboa. Manuel de Meneses foi, deste modo, o verdadeiro sucessor de Lavanha no cargo de cosmógrafo-mor em 1625.

## Obra escrita
- "Parecer que deu a Felippe III de Portugal sobre a causa da perdição das Naos da India, e o meyo que deve aplicarse para se aviar gente do mar para a navegação". Diz Barbosa Machado que o livro começa da seguinta forma: "O Marquez de Castello Rodrigo, Vice-Rey de Portugal, me escreveo do governo, etc." e acaba: "Isto hé o que entendi, V. Magestade ordenará, e mandará o mais acertado, e que mais convier a seu Real Serviço. Em Lisboa a 10 de Junho de 1611. Manoel de Meneses." Continua Diogo Barbosa Machado: "O Original escrito em vinte e sinco laudas de folha se conserva na Livraria do Illustrissimo e Excellentissimo Marquez de Valença onde o vimos"…

- "Relacion de la armada de Portugal del año 1626, que hizo y firmó de su nombre D. Manuel de Menezes, general della". Lisboa, por Pedro Craesbeeck, 1627. 4.° Traduzida em Francês por Georges Boisvert, sob o título de "Récit du naufrage de la flotte de Portugal armée en 1626, fait & signé par Dom Manuel De Meneses son capitaine-général", in Le Naufrage des Portugais, etc. Paris, Chandeigne, mars 2000

- "Familias de Tellos, e Menezes". 2 tomos. Fol. "Esta obra escrita da sua própria mão ficou em poder da sua segunda mulher Maria de Castro que a deu a seu Primo, e cunhado Antonio Mascarenhas Commendador de Castello-Novo, e dos Maninhos em a Ordem de Christo, hum dos primeiros Aclamadores da liberdade Portugueza em o ano 1640, que casou com Isabel de Castro irmã de Maria de Castro" (Barbosa Machado)

- "Relação do Successo, e batalhas que teve com a Nao S. Julião com a qual sendo Capitão mór daquella viagem se perdeo na Ilha do Comoro além de Madagáscar, ou S. Lourenço no anno de 1616". Obra segundo Francisco Manuel de Melo, escrita em Latim e Português, e imprimida. Nunca foi encontrado nenhum exemplar.

- "Chronica delRey D. Sebastião" diz Barbosa Machado:"Esta obra que determinava publicar seu Autor a deixou imperfeita obrigado do preceito Real. (…)  O original se conserva no Real Convento de Alcobaça donde transcreveu muitas noticias o P. Fr. Manoel dos santos Monge Cisterciense Chronista do reyno na sua "Historia Sebastica", principalemente a pag. 58, 74, 90, 108, e 205.(…) No ano de 1730 sahio huma "Chronica delRey D. Sebastião", impressa na officina Ferreiriana com o nome de D. Manoel de Meneses, não sendo certamento sua, mas do P. Jozé Pereira Bayão" formando este volume de diverfas memorias que juntou, até que no anno de 1737 fahio com a Hifloria del Rey D. Sebastiaõ, que intitulou Portugal Cuidadoso, e lastimado ... como em seu lugar se fez menção, e nella collocou os successos, e outras mais noticias que tinhão sido impressos na Chronica de D. Sebastiaõ falsamente atribuída a D. Manoel de Menezes."
  - "Relação da Restauração da Bahia em o anno de 1625" ou "Recuperação da Cidade do Salvador"   O primeiro título é dado por Barbosa Machado, que acrescenta "escrita no mar, e no porto, por ordem de S. Magestade". O segundo por Varnhagen "a quem a fortuna deparára o original inedito em Madrid; e que depois de copiada e por elle conferida, foi enviada ao Instituto historico do Brasil, e por este mandada publicar" (Inocêncio Francisco da silva): saíu então na Revista Trimensal, vol. XXII, pag.357 a 412, e continuada da pag. 526 a 533. Em 1859.[26]

## Dados genealógicos
Segundo Diogo Barbosa Machado foi filho de "João de Meneses, filho de Manuel de Meneses, Camareiro mór do Infante Duarte Duque de Guimarães (Duarte de Portugal)", e de "Magdalena da Sylva, filha de Luiz da Silva Capitão de Tangere (Tânger), e de Maria Brandão". Foi senhor do Reguengo da Maia, comendador das Comendas de São Salvador de Várgeas (Várzea) de Arouca e de São Martinho de Freixedas da Ordem de Cristo.
Diogo Barbosa Machado diz que 
"Foy duas vezes casado a primeira com Luiza de Moura, filha herdeira de Francisco de Moura, e Maria de Castro  de quem teve a João de Meneses que não deixou sucessão, e a segunda com Maria de Castro filha de {{António de Mendoça]], comendador de Moura, senhor de Marateca, e de Anna de Castro".
Quanto a António Caetano de Sousa diz que foi Luiza De Moura sua segunda mulher, de quem teve 
" Miguel, e Francisco De Menezes, que morrerão moços. Helena De Mendoça (...)", e João Telo de Meneses [que] succedeo na Casa a seu pay, etc. " 
Desde cedo interessou-se por letras<ref>Da Epanáphora trágica de Francisco Manuel de Melo: